# 赫斯霍爾姆市鎮
赫斯霍尔姆市鎮（丹麥語：Hørsholm Kommune）是丹麥的一個市鎮，位於西蘭島東北部，隔厄勒海峽與瑞典相望，屬首都大区。面積31.38平方公里，2009年人口24,310人。行政中心为赫斯霍爾姆。